# Jurnalism muzical
Jurnalismul muzical reprezintă critica și reportajele din mass-media legate de muzică. Totul a început în secolul al XVIII-lea ca un comentariu asupra a ceea ce este astăzi cunoscut drept muzica clasică. Astăzi, o ramură mai proeminentă a jurnalismului muzical este aspectul jurnalismului de divertisment, care acoperă muzica de consum, inclusiv profile de cântăreți și trupe și recenzii de albume.

## Legături externe
- International Federation of Music Journalists - un grup internațional de profesioniști mass-media care tratează orice aspect al muzicii pe orice suport. Publică "Directory of Music Journalists" și conferă premiul "Music Journalist Award".
- Our critics' advice - In acest articol Alex Petridis oferă sfaturi pentru tineri, care aspiră, in a fi jurnaliști muzicali.
- Don't look back - The Guardian, 27 iunie 2009. In acest articol John Harris scrie despre jurnalismul muzical cu referire la bine-cunoscuti jurnaliști ca Nick Kent și Lester Bangs.
- Is Music Journalism Dead? Arhivat în 17 iulie 2009, la Wayback Machine. - Drowned in Sound, 21 iulie 2009. Site-ul popular de muzica Drowned in Sound dedica o săptămână subiectului trecutului, prezentului și viitorului jurnalismului muzical. Sunt incluse articole de  Everett True si Stuart Braithwaite.
- Master in Music Journalism - un curs profesional internațional, la distanță, organizat de The International Federation of Music Journalists.
- BA(Hons) Popular Music Journalism course Arhivat în 7 iulie 2013, la Wayback Machine. - un curs de licență, de trei ani în Southampton Solent University, UK
- Who cares what critics say? - Jay Nordlinger